# Погружение в язык
Погружение в язык (англ. language immersion), или методика погружения в языковую среду, — это метод обучения второму языку (не обязательно «иностранному» для учеников, речь также о языке, являющемся одним из официальных в стране учащихся), при котором учитель озвучивает инструкции на уроке на втором языке учащихся. По этому методу ученики изучают школьные предметы, например, математику, естественные науки и др. на втором языке. Главной целью данного метода является поддержание билингвизма, другими словами, развитие языковой компетенции учащихся или повышение качества знаний второго языка в дополнение к знаниям первого или родного языка. Дополнительно также преследуются цели развития интеллектуальных способностей, что считается явлением, сопутствующим билингвизму. Преподавание ведется либо полностью на втором языке, либо часть предметов ведется на первом, а часть — на втором. Данный метод не обязывает вести предметы параллельно на двух языках.
В России данный термин трактуется иначе. В список ситуаций, необходимых для соблюдения условия погружения, добавляется бытовое общение (помимо делового (учебного)) и межличностного. При этом отсутствуют комментарии о том, должны ли все эти виды общения существовать одновременно или достаточно одного (только бытового, только делового и т. д.). Также, применение данного подхода ограничивается студентами, изучающими иностранный язык (в определении ничего не говорится о студентах, изучающих второй родной язык). Однако требование к инструкторам быть носителями языка остается и в русскоязычном определении данного термина.
В дополнение к традиционным методам преподавания иностранного языка, для достижения погружения в языковую среду используются такие формы, как проживание студентов в семьях носителей языка, а также прохождение студентами академических и профессиональных стажировок на изучаемом языке одновременно с академическим учебным процессом.

## История возникновения
За территорией бывшего СССР первые современные программы погружения в языковую среду появились в 1960-е годы в Канаде и были направлены на погружение во франкоязычную среду (подробнее в статье Французское погружение). Англоговорящие родители, представители среднего класса, убедили представителей системы образования основать экспериментальную программу погружения во французский язык, что должно было позволить детям «с уважением относиться к культуре и традициям не только англоговорящей части населения Канады, но и франкоговорящей её части».
На территории СССР в 1918 г. после введения положения «О единой трудовой школе РСФСР» появилась повсеместная возможность получить образование на втором родном языке. Как и в канадских школах, программы на национальном и русском языках велись не параллельно, а последовательно (например, в республиках зачастую только начальная школа преподавалась на национальном языке, а средняя и высшая школа — только на русском (подробнее в статье Образование на языках народов России).

## Вариации
По возрасту:
- Раннее погружение: второй язык начинается в 5-6 лет
- Среднее погружение: второй язык начинается в 9-10 лет
- Позднее погружение: второй язык начинается в 11-14 лет
- Позднее погружение: от 17 лет